# Immo Buhl

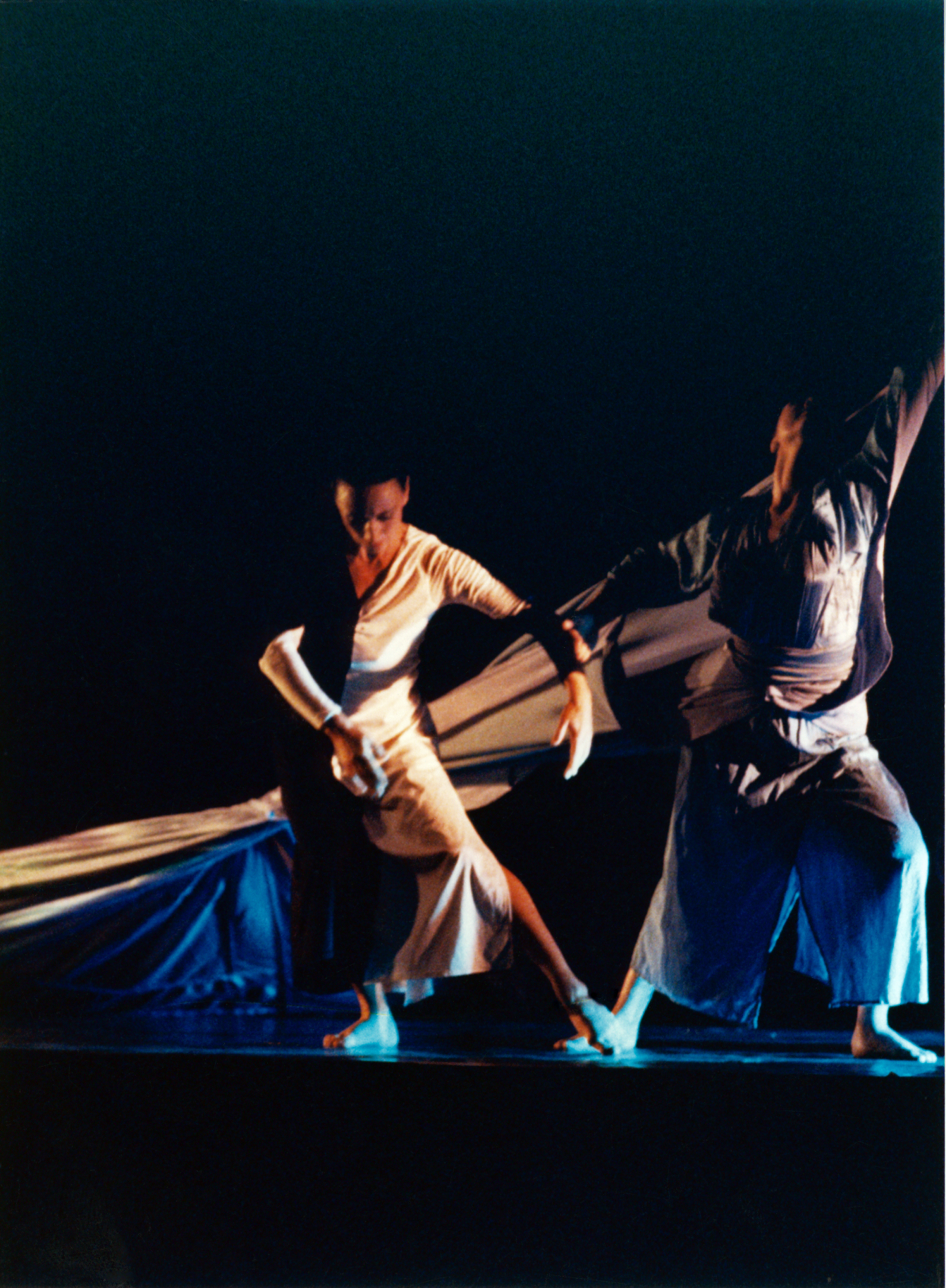
Immo und Lara Buhl, Shanthi, Freilichtbühne St. Katharina in Nürnberg

Immo Buhl (* 16. November 1942 in Nürnberg, geb. Richter) ist eine deutsche Tänzerin, Choreografin und Tanzpädagogin des Contemporary- und Modern Dance.

## Leben und Werk

### Familie und Ausbildung
Immo Buhl wurde als Tochter von Heinz Richter und dessen Ehefrau Gretel Herbst geboren. Ihre Mutter gab ihr den besonderen Namen „Immo“ aus einem Buch, das sie vor ihrer Geburt gelesen hatte. Immo Buhl entstammt einer künstlerisch veranlagten Familie. Ihre Mutter war Ausdruckstänzerin und hatte an der Jutta-Klamt-Schule in Berlin studiert. Ihr aus Westfalen stammender Vater war Pianist, ihr Großvater Bildhauer, der u. a. Stuckaturarbeiten für das Opernhaus Nürnberg schuf, und ihre Tante Opernsängerin.
Immo Buhl, die bereits als Vierjährige unter Anleitung ihrer Mutter mit dem Tanzen anfing, besuchte in Nürnberg die Rudolf-Steiner-Schule. Sie besuchte ab ihrem 17. Lebensjahr die Loheland-Akademie bei Fulda; dort erhielt sie Unterricht in Bewegungsschulung nach Bess M. Mensendieck, Raumlehre, Anatomie und Körperdynamik. Ihre Ausbildung schloss sie mit einem staatlich anerkannten Examen ab. Bei ihrem etwa dreijährigen Aufenthalt in Westafrika (Douala, Kamerun), wo auch ihre Tochter Lará Buhl geboren wurde, lernte sie auch kultische Tanzformen der Eingeborenen und Formen des primitiven Ausdruckstanzes kennen. Nach Deutschland zurückgekehrt, studierte sie privat bei Jessica Iwanson in München American Modern Dance und Graham-Technik; außerdem lernte sie bei Iwanson Formen des American Modern Jazz und des Soul-Ballett. Bei Charlotte Miller (London School of Contemporary Dance) erfolgten weitere Studien zur Vertiefung ihrer Graham-Technik.

### Tänzerin und Choreografin
1975 hatte Immo Buhl die Erstgründung ihrer Imotion Dance Company & Schule für modernes Ballett. Der Name der Dance Company leitete sich ab von dem Vornamen von Immo Buhl und motion (engl.) = Bewegung. Imotion war eine Gruppe von Tänzerinnen, die aus der eigenen „Schule für modernes Ballett“ hervorgegangen waren. 1976 erfolgte die offizielle Gründung der Imotion Dance Company & Schule für modernes Ballett. Mit ihrer eigenen Dance Company, die zunächst nur aus Tänzerinnen bestand, gab Buhl in den folgenden Jahren zahlreiche Gastspiele in der damals noch kaum entwickelten freien Ballett-Szene Mittelfrankens. Auftritte der Company fanden anfangs auf der Studiobühne Fürth, Nürnberger Str. 3 in Fürth, statt. Erstmals gastierte sie mit ihrer Dance Company im Januar 1978 im Kleinen Saal der Nürnberger Meistersingerhalle. Mit ihrer Dance Company trat Immo Buhl auch einmal im Jahr auf der Freilichtbühne im Fürther Stadtpark (u. a. alljährlich Juli 1977 bis Juli 1981) sowie im Berolzheimerianum in Fürth, dem Spielort der heutigen Comödie Fürth, auf. Im April 1983 verlegte Buhl die Dance Company von Fürth nach Nürnberg und beteiligte sich an der Wahlkampfaktion Grüne Raupe der Grünen Partei. In der Folgezeit trat sie als Tänzerin auch in den Shows von Udo Lindenberg, Wolf Biermann, Bettina Wegner und Konstantin Wecker auf.
Buhls Company bestand anfangs aus 14 Tänzerinnen, mit 11 Tänzerinnen als Kerntruppe; 1982 wurde die Gruppe auf die Solotänzer reduziert. Immo Buhl konzipierte in ihren Anfängen reine Frauenstücke; 1986 nahm sie erstmals zwei männliche Tänzer in ihre Company auf.
Die von ihr gegründete Schule für Contemporary Expression Dance-modern ballet zeitigte in den frühen 1980er Jahren zahlreiche Ableger; sie bildete auch zahlreiche Schülerinnen/Schüler aus, die ihren Stil später fortführten. Ab 1996 fanden ihre Auftritte häufig auch im neuen, eigenen Tanzstudio statt, das über eine eigene Studio-Bühne verfügte. Ab 1997 übernahm Lará Buhl die Direktion der Tanzschule, die im Laufe der Jahre unterschiedliche Standorte in Nürnberg hatte; bei Immo Buhl blieb die künstlerische Leitung. 2006 verlegte Immo Buhl ihr tänzerisches Wirken nach Regensburg; im Frühjahr 2013 kehrte sie wieder nach Nürnberg zurück. Seit 2009 wird der von ihr gegründete Buhl-Dance-e.V. als eingetragener, gemeinnütziger Verein (e.V.) geführt. Immo Buhl tritt auch heute noch, meistens gemeinsam mit ihrer Tochter Lará Buhl, als Tänzerin auf.

## Tanzstil/Tanztechnik
Buhls Tanzkunst entzieht sich einer Fixierung auf bestimmte Stilrichtungen. Ihre Auftritte und Choreografien „sind kaum in herkömmliche Ballett-Vorstellungen einzuordnen“. Ihr aus dem Modern Dance entwickelter völlig eigener Tanzstil galt Anfang der 1980er Jahre als „vielbeachtetes Novum“. Immo Buhl entwickelte einen eigenen Tanzstil, in dem sie den amerikanischen Modern Dance im Stil Martha Grahams mit dem Ausdruckstanz verband; westafrikanische Einflüsse integrierte sie ebenfalls in ihre Tanzchoreografien. Charakteristisch für ihren Tanz sind „geschmeidige, fließende, aus dem Zentrum des Körpers entwickelte“ Bewegungen. Oftmals geht sie von Abbildern der Natur (Schlangen, Vögel) aus, deren Bewegungen sie in ihren Tanz integriert. Weitgreifende Bewegungen der Arme und Hände gehören ebenfalls zu den Besonderheiten ihres Tanzstils.
Von der Tanzkritik wurde Buhl häufig als in der Tradition des Expressionismus stehende Ausdruckstänzerin bezeichnet; als ihre künstlerischen Vorbilder wurden Martha Graham und Mary Wigman genannt. Immo Buhl selbst lehnte jedoch eine Deutung ihres Schaffens in eine bestimmte Tanzrichtung, auch des Expressionismus, stets ab. Sie verwendete für den von ihr geschaffenen Tanzstil den Begriff „Buhl-Technik“. Auf einer fundierten Kenntnis der menschlichen Anatomie fußend, entwickelte Immo Buhl eine frei fließende Körper- und Bewegungstechnik.
Immo Buhl schuf bis zum Jahr 2004 weit über 150 Choreografien; heute dürften es weit über 200 eigene Choreografien sein. Als Choreografin bildete sie immer wieder den „Konflikt zwischen Individuum und Gesellschaft in seinen wechselnden Erscheinungsformen“ ab; ihre Themen „greifen ins Allgemein-Menschliche“ (Norbert Servos). In allen ihren Choreografien „erkennt man einen Gestaltungswillen, der ganz und gar eigen ist“. Sie selbst versteht sich in ihren Choreografien nicht als Choreografin, sondern als „Geschichtenerzählerin mit den Mitteln des Tanzes“.

## Aufführungen
Immo Buhl trat, zunächst in der Region Nürnberg, dann in Süddeutschland und bei Gastspielen auf Kleinkunstbühnen, auf anerkannten Spielstätten und bei Tanzfestivals im In- und Ausland auf.

### Nürnberg/Fürth/Erlangen
Spielorte in Nürnberg und Umgebung waren u. a.:
- Meistersingerhalle, Kleiner Saal, Januar 1978
- Markgrafentheater Erlangen, Mai 1978
- Hauptmarkt Nürnberg, Freilichtbühne, Juni 1978
- Stadtpark Fürth, Freilichtbühne, Juli 1977–Juli 1981, alljährlich
- Meistersingerhalle[17], Großer Saal, Oktober 1978
- Meistersingerhalle, Großer Saal,  Februar 1980 (mit dem Tanzdrama Zarathustra)
- Gostner Hoftheater, Mai 1980 und Mai 1981 (u. a. mit Traumgesicht und Das Gebet)
- Schauspielhaus Nürnberg[14][18][19][20][21] (mehrfach, u. a. Dezember 1980 mit Zarathustra, November 1981 mit dem Tanzdrama Makkaba und mit Der Fremde, 1982 mit Traumgesicht und Die Schatten von Bernada Albas Haus, Januar 1983 mit der Tanzperformance They won´t go when I go (mit Musik von Stevie Wonder), Dezember 1983 mit dem Solo-Abend Nebel – Leben. Vier Szenen aus dem Leben (Musik: Christian Kusche), 1985 mit dem Tanzwerk Light, Februar 1987 mit Orlando, April 1988 mit Stories To Tell, Part II)
- Stadttheater Fürth, u. a. März 1983, März 1989
- Kulturzentrum Desi, Nürnberg, Juni 1986
- Tafelhalle Nürnberg[22][23] (mehrfach, u. a.  Dezember 1987 mit Orlando; März 1988 mit Stories To Tell, Part I; November 1988 mit Leid-Äcker nach einem Text von Tania Blixen; Juni 1989 mit Die Stunde Null; Dezember 1990; Februar 1992; April 1995; November 1996)
- Kulturforum Fürth[24], Mai 1990

### Nürnberger Auftritte (1982–1996; Auswahl)
Im Mai 1982 trat sie beim Festival „Nürnberger Kulturzirkus“, dessen Mitbegründerin sie war, auf; zur Auftragsproduktion der Stadt Nürnberg schuf sie die Choreographie zu ihrem Tanzdrama Drudenstern mit Musik-Collagen und Live-Percussion.
Ab 1982 erfolgte eine intensive Zusammenarbeit Buhls mit dem Komponisten und Musiker Christian Kusche, dem Sohn des Künstler-Ehepaars Benno Kusche und Christine Görner, der Original-Musiken zu Buhls Choreografien verfasste. Die Zusammenarbeit von Buhl/Kusche war eine „Symbiose zwischen Tanz und Musik“, ein „Gleichklang des Aufnehmens und Umsetzens“.
Anlässlich des 50. Jahrestages der Machtergreifung der Nationalsozialisten brachte sie mit sechs Tänzerinnen ihrer Dance Company am 8./9. Juli 1983 ihr Tanzdrama Angst auf der Freilichtbühne St. Katharina in Nürnberg zur Uraufführung. Im Dezember 1983 gastierte sie mit ihrem Solo-Tanzabend Nebel – Leben. Vier Szenen aus dem Leben (Komposition/Musik: Christian Kusche) im Nürnberger Schauspielhaus.
Im Juni 1989 hatte in der Tafelhalle Nürnberg Immo Buhls Tanzproduktion Die Stunde Null Premiere; das Werk war dem Schaffen Mary Wigmans gewidmet, deren Tanzleben durch den Nationalsozialismus unterbrochen wurde. Mit dieser Produktion gastierte sie im Oktober 1989 auch im Kulturzentrum E-Werk in Erlangen.
In den Jahren 1990 bis 1996 trat sie mit ihrer Company regelmäßig an verschiedenen Nürnberger Spielorten (Freilichtbühne St. Katharina, Tafelhalle, Rudolf-Steiner-Haus u. a.) und auf der Studiobühne ihres eigenen Tanzstudios auf. Im Februar 1992 präsentierte Immo Buhl zum 15-jährigen Bestehen ihrer Dance Company in der Nürnberger Tafelhalle ihre Tanzproduktion Der Dunkle Gesang Macbeth. Im August 1993 hatte in der Katharinenruine Nürnberg ihre Tanzperformance Afrikanische Elegie, in der sie Erinnerungen an ihre Zeit in Westafrika darstellte, Premiere. Regelmäßig integrierte Immo Buhl in jenen Jahren auch den Gesang und die menschliche Stimme in ihre Tanzprogramme. Sie arbeitete u. a. mit der finnischen Sopranistin Leena Laurinkari und der Altistin Renate Kaschmieder zusammen.

### Gastspiele
- Freilichtbühne Turm Baur[32], Ingolstadt, Juli 1980; Juli 1981 (mit dem Tanzdrama Der Fremde)
- Studiobühne der Akademie der Künste (Berlin)[33] am 11./12. Dezember 1981 mit dem Tanzdrama Der Fremde, Traumgesicht und Das Gebet
- Stadttheater Ingolstadt[34], 1982/1983 (mit Christian Kusche)
- Gastspielreise mit dem Solo-Programm Nebel – Leben vier Szenen aus dem Leben[35]; Orte: Frankfurt, Köln, Gelsenkirchen, Münster, Hof sowie Glasgow 1983 (mit Christian Kusche)
- Theater tri-bühne[12], Stuttgart (Solo-Programm Light), 23./24. März 1985
- Theater am Gleis[36], Winterthur (1991, mit Lará Buhl)

### Weitere Gastspiele und Festivals  (Auswahl)
Im November 1982 gastierte Immo Buhl mit ihrer Company bei den Ballett- und Tanztheateragen „Struktur und Bewegung“ in Hamburg, wo ihre Choreografien Macbeth und Schlangenei gezeigt wurden.
1983 wurde Immo Buhl, neben Künstlern wie Udo Lindenberg, Gianna Nannini und Konstantin Wecker, von dem Konzertveranstalter Fritz Rau als einzige Tänzerin für die Deutschland-Tournee der Konzertveranstaltung Grüne Raupe engagiert; Buhl führte dort u. a. ihr Tanzwerk Hindemith (mit Musik von Paul Hindemith) auf.
1983 unternahm Buhl auch eine große Gastspielreise durch Deutschland. Im Februar 1983 war sie mit der Grünen Raupe auf Tournee; im Mai 1983 gastierte sie im Kieler Schloß. Weitere Stationen ihrer Tournee waren Ingolstadt (Freilichtbühne Turm Baur), Hilden, Bonn, Köln (6./7. August 1983; Freilichtbühne Roncalliplatz vor dem Kölner Dom), Münster, Gelsenkirchen (im Rahmen des Festivals „Rocktheater im Revier“), Frankfurt (Gallus Theater), Hof (im Rahmen des „Hofer Herbstes“), Mannheim (Nationaltheater Mannheim; Solo-Abend), Wiesbaden (Hessisches Staatstheater; Solo-Abend), Offenbach (Theater der Stadt Offenbach; Solo-Abend) und Koblenz (Kulturfabrik; Solo-Abend). Im September 1983 gastierte sie mit Solo-Tanzabenden an verschiedenen Spielstätten in Glasgow.
Ab 1984 arbeitete sie mit dem britischen Komponisten Stephen Ferguson (* 1955) zusammen, der Kompositionen für sie schuf und ihr Pianist war. 1984 gastierte sie mit Ferguson mit Solo-Tanzabenden u. a. in Österreich (Dornbirn, Kufstein, Linz, Salzburg/Festspielhaus); in Deutschland trat sie u. a. im Oktober 1984 im Nationaltheater Mannheim und im November 1984 im Makal-City-Theater in Stuttgart auf. Im Februar 1986 gastierte sie am Stadttheater St. Gallen. Im Mai 1986 gastierte sie im Stadttheater Amberg. Im April 1991 und im Februar 1993 gastierten Immo Buhl und Lará Buhl gemeinsam in der Karmeliterkirche Weißenburg.
Buhl gastierte u. a. bei Tanzfestivals in Deutschland (u. a. Ulmer Tanztage/Mai 1986; Europäisches Tanztheater Festival Bonn/August 1987), Ungarn (Budapester Tanzfestival, August 1986), Finnland (Kuopio, Dance Festival/Juni 2000) und Großbritannien (Edinburgh, Internationales Dance-Festival Fringe, August 1984).

### Spätere Karriere (ab 1996)
Nach dem Umzug 1996 in neue Tanzräume in Nürnberg mit einer Studiobühne folgten dort in den Jahren 1996 bis 2006 zahlreiche eigene Aufführungen mit ihrer Dance Company und Solotanzabende sowie auch Choreografien, die sie mit ihren ausgebildeten Tänzerinnen aufführte. Am 19./20. November 1996 folgten Uraufführung und Aufführung (in der Tafelhalle Nürnberg) des Tanzdramas Apollo: Ein lyrisches Tanzstück aus der nordischen Welt von Immo Buhl, in dem sie mit ihrer Dance Company tanzte. Nach der Verlegung ihrer künstlerischen Tätigkeit nach Regensburg im Jahre 2006 trat Immo Buhl fortan, fast immer gemeinsam mit ihrer Tochter Lará Buhl, im Raum Regensburg auf. Ab 2007 hatte sie Auftritte u. a. im Künstlerhaus Andreasstadel in Regensburg (Mai 2007, Januar 2008, April 2011), im Theater der Universität Regensburg (Oktober 2012), im Akademietheater Regensburg (Dezember 2013) und in Velburg; in ihrer Regensburger Zeit begann auch ihre musikalische Zusammenarbeit mit dem Organisten und Pianisten Martin Sturm (* 1992).
Anfang 2013 kehrte Immo Buhl wieder dauerhaft an ihre alte künstlerische Wirkungsstätte Nürnberg zurück; der Große Saal mit Bühne im Rudolf-Steiner-Haus in Nürnberg wurde ihr neuer Tanz-Ort. Im April 2013 hatte dort ihr neues Tanzstück Du siehst, mein Sohn, zum Raum wird hier die Zeit (anlässlich des 200. Geburtstags von Richard Wagner) seine Uraufführung. Im November 2014 folgte im Rudolf-Steiner-Haus in Nürnberg die Uraufführung des Tanzstücks Eine tänzerische-musikalische Reise durch einen Tag (Musik: Wilhelm Sturm). Im März 2015 fand im Rudolf-Steiner-Haus in Nürnberg die Wiederaufnahme des Tanzstücks Du siehst, mein Sohn, zum Raum wird hier die Zeit statt. Im Oktober 2015 erfolgte dort die Uraufführung ihres neuen Tanzstücks Beethoven getanzt I mit ihrer neuen Pianistin Ha Eun Jang.
Im Januar 2016 gastierte Immo Buhl gemeinsam mit ihrer Tochter Lará Buhl mit dem Programm Beethoven getanzt I in den Ansbacher Kammerspielen. Im April 2016 folgte im Großen Saal des Rudolf-Steiner-Hauses in Nürnberg die Uraufführung von Beethoven getanzt II. Im November 2016 präsentierte Buhl anlässlich des 40-jährigen Bestehens ihrer Dance Company mit der aus fünf Tänzerinnen bestehenden „Immo Buhl-Imotion Dance Company“ eine Wiederaufführung einer ihrer ersten Choreografien, Also sprach Zarathustra im Großen Saal des Rudolf-Steiner-Hauses in Nürnberg; Immo Buhl war bei der Tanzperformance als Tänzerin und Choreografin beteiligt. Eine weitere Tanzvorstellung zum 40-jährigen Jubiläum fand mit Unterstützung der Stadt Nürnberg im April 2017 ebenfalls im Großen Saal des Rudolf-Steiner-Hauses in Nürnberg statt. Im Mai 2017 gastierte die Immo Buhl-Imotion Dance Company mit dem Programm Beethoven getanzt Part II erneut in den Ansbacher Kammerspielen. Im November 2017 folgte im Großen Saal des Rudolf-Steiner-Hauses in Nürnberg die Uraufführung Getanzte Landschaften mit Immo Buhl als Choreografin und Tänzerin. 2018 präsentierten Immo Buhl (Choreographie) und Lara Buhl (Tanz) ihre Tanzvorstellung Es sind noch Lieder zu singen jenseits der Menschen, die von der Lyrik Paul Celans inspiriert wurde, bei mehreren Aufführungen in Nürnberg (u. a. Gostner Hoftheater) und Velburg.
2018 wurde sie von der Jury des „Forums Kultur“ zur „Künstlerin des Monats August der Metropolregion Nürnberg“ gewählt.

## Bekannte Schülerinnen
- Julia Kempken, rote Bühne, Nürnberg
- Jutta Czurda, Stadttheater Fürth
- Beate Höhn
- Anne Lepie, Tanzerei, Fürth
- Ariane Brandt, NYCDS, Stuttgart
- Johanna Roggan, Staatsschauspiel Dresden
- Barbara Prechtl, TanzRaum, Roßtal
- Suleika Fichtner, Staatsoper Berlin, Danceworks Berlin
- Lucia Panagioula Kimmig, Theater ACUD, Berlin
- Patricia Probst, Gründung einer eigenen Tanzschule „TanzRaum Weißenburg“, in Weißenburg
- Manuela Liszewski, unterrichtet in Nürnberg
- Kathrin Lustenberger-Pechmann, Gründung einer eigenen Tanzschule „luzerntanz“ in der Schweiz
- Sibylle Kockjeu[52], „Sibylle-dance.com“ in York, England
- Heike Eichenseher, Nürnberg